# بنغلاديش الكبرى

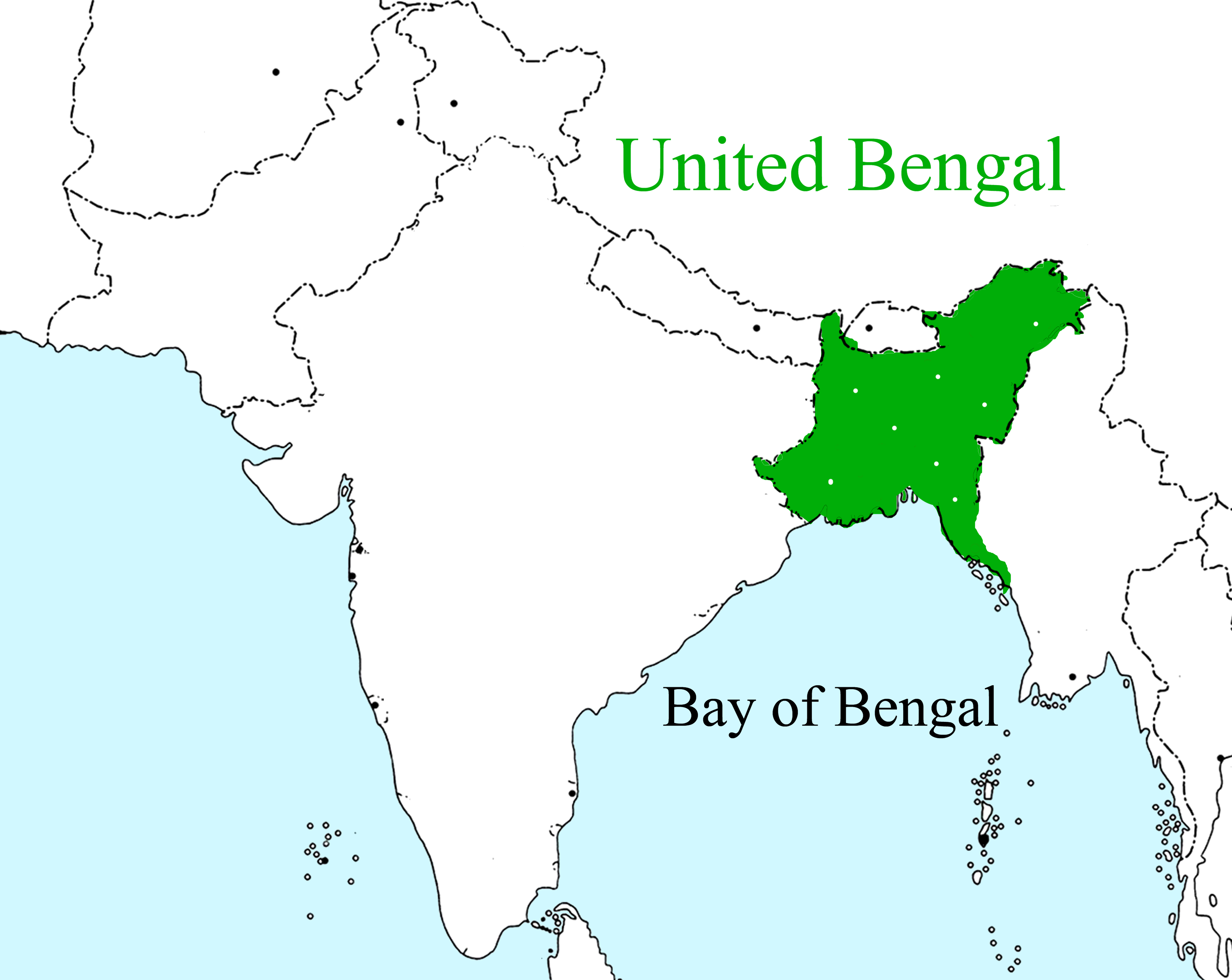
هذه هي الخريطة التاريخية للمنطقة المتحدثة من البنغال والبنغالية في جنوب آسيا. تقع منطقة البنغال في دلتا نهر الجانج براهمابوترا ، ولكن توجد مرتفعات في الشمال والشمال الشرقي والجنوب الشرقي. سياسياً ، تنقسم البنغال الآن بين جمهورية بنغلاديش ذات السيادة ، والبنغال الغربية في الهند ، وتريبورا ، وأسام. منطقة الخريطة هذه هي خريطة سلطنة البنغال قبل معركة بلاسي. تم تقديم اقتراح البنغال المتحدة رسميًا من قبل رئيس وزراء البنغال المحكوم البريطاني حسين شهيد سهروردي والقومي البنغالي شارات تشاندرا بوس في عام 1947.

بنغلاديش الكبرى ( (بالبنغالية: বৃহত্তর বাংলাদেশ)‏ ؛  هي اسم بين الأسماء الأخرى ، انظر أدناه) هي نظرية مفادها أن جمهورية بنغلاديش الشعبية لديها تطلعات للتوسع الإقليمي ، لتشمل الولايات الهندية في ولاية البنغال الغربية وتريبورا ووادي باراك في آسام وهوجاي وغولبارا غير المقسمة كجزء من الأراضي الخاصة في السنوات القادمة.